# التشكيك (الجنسانية والجندر)
تشكيك الشخص في توجهه الجنسي أو هويته الجنسية أو نوعه الاجتماعي (جندر) أو ثلاثتهما معًا، هي عملية استكشافية يمر بها الأشخاص الذين قد يكونوا غير متأكدين، أو ما يزالوا يستكشفون، أو يشعرون بالقلق إزاء تحديد وصم اجتماعي لأنفسهم لأسباب مختلفة. يُضاف حرف Q أحيانًا إلى نهاية الاختصار مجتمع الميم «LGBT» (L: Lesbian «مثلية»، G: Gay «مثلي»، B: Bisexual «مزدوج/مزدوجة التوجه الجنسي»، T: Transgender «العابر/العابرة جندريًا»)، ليُشير إلى أحرار الجنس «Queer» أو متشكك/ متشككة «Questioning».
لا يتطابق التوجه الجنسي أو الهوية الجنسية أو الجندر مع بعضهما البعض دائمًا، فقد يعرّف الشخص عن نفسه على أنه غيري/غيرية الجنس مثلًا، ويكون منجذبًا إلى شخص من الجنس الآخر ولديه علاقات جنسية مع شخص من الجنس ذاته في آن واحد، دون أن يعرّف عن نفسه بأنه مزدوج/مزدوجة التوجه الجنسي بالضرورة. تُعتبر المسألة المتمثلة في أن المرء لا يحتاج إلى التماهي مع أي وصم جندري أو جنساني مسألةً هامةً نسبيًا على الصعيد العام والاجتماعي في يومنا هذا، جنبًا إلى جنب مع مسألة الانسيابية الجندرية والجنسية التي تُناقش ويجري تقبّلها علانيةً في المجتمع المعاصر. يشعر الأشخاص الذين لا يُعرفون عن أنفسهم بصفتهم ذكورًا أو إناثًا أو عابرون جندريًا أو وغيريي الجنس أو مزدوجي التوجه الجنسي أن جنسانيتهم متسمة بالانسيابية، وقد يعرّفون عن أنفسهم على أنهم محايدين جندريًا أو أحرار الهوية الجندرية أو لا منتمين إلى الثنائية الجنسية/الجندرية أو معدومي الهوية الجندرية.

## المراهقون والشباب
قد تتضح التصورات المتعلقة بتشكيك الشخص في جنسانيته أو جندره والمجالات المتنوعة التي يتيحها هذا التشكيك تزامنًا مع بداية مرحلة تشكل الهوية خلال مرحلة المراهقة. تنطوي مرحلة المراهقة على الاستكشاف والتعلم والتجريب في الكثير من الأحيان. لا يجد بعض الشباب أي مشكلة في تحديد هويتهم، بينما يواجه العديد من الشباب قدرًا هائلًا من التشويش وعدم اليقين في هذه المرحلة. قد يعاني هؤلاء الشباب من مشاكل متعلقة بفهم جنسانيتهم أو توجههم الجنسي أو هويتهم الجندرية، وقد يجدون صعوبة في التماهي مع أي وصم معياري اجتماعي موجود مسبقًا. أظهرت الدراسات أن 57% من الأشخاص قد مروا بتجربة التشكيك في جنسانيتهم أو جندرهم بين سن الحادية عشر والخامسة عشر.

توضّح جمعية علم النفس الأمريكية ما يلي:
قد تكون مرحلة المراهقة مرحلةً تجريبيةً، وقد يشكك العديد من الشباب في مشاعرهم الجنسية. يُعتبر إدراك المشاعر الجنسية بمثابة مهمة إنمائية طبيعية خلال مرحلة المراهقة. قد يكنّ المراهقون مشاعرًا أو يخوضون تجارب مع أشخاص من الجنس ذاته، الأمر الذي قد يؤدي إلى ارتباكهم بخصوص توجههم الجنسي. تنخفض حدة هذا الارتباك بمرور الوقت، ولكن تختلف نتائجه باختلاف الأشخاص.

### السلوكيات والنمو
تعتقد سارة غاردنر أن الطرق التي يتصرف من خلالها البشر مستندةً إلى خمسة احتياجات أساسية: البقاء، والحب والانتماء، والقوة، والحرية، والاستمتاع.  قد يغير المرء من سلوكياته بهدف تلبية هذه الاحتياجات. قد لا يلبي الشباب الذين يمرون في مرحلة التشكيك بعضًا من هذه الاحتياجات أو حتى جميعها. يُمكن أن تتأزم سلوكيات هؤلاء الشباب أو تضطرب أو تُثبط عندما لا تُلبى واحدة أو أكثر من احتياجاتهم هذه، وذلك في أثناء محاولتهم لتلبية الحاجة المتمثلة في البقاء، أو الشعور بالحب أو الانتماء، أو تحقيق الحرية، أو اكتساب القوة، أو الشعور بالمتعة.
تُعتبر الهوية الجندرية مسألةً حاسمةً فيما يتعلق بنمو الشباب، فهي جزء كبير من هويتهم الاجتماعية الشخصية. قد يخضع شعور الشباب بالارتباك أو مرورهم بمرحلة التشكيك خلال تشكيلهم لهويتهم الجندرية إلى الحاجة المتمثلة في التماهي ضمن الثنائيات الجندرية أو حتى الالتزام بالمثل الاجتماعية السائدة التي وضعها المجتمع. لا يُمكن استخدام مصطلح تحديد الجنس عند الولادة أو ما يُعرف باسم جنس الولادة على سبيل التبادل مع مصطلحي الهوية الجندرية والدور الجندري. يُعتبر جنس الولادة والهوية الجندرية عنصرين مختلفين من العناصر المكونة للهوية، فقد لا تتجلى الهوية الجندرية في نفس صورة جنس الولادة بالضرورة. تختلف الهوية الجندرية عن الدور الجندري، فالهوية الجندرية شعور حقيقي بالذات، بينما ينطوي الدور الجندري على التكيف مع الدلالات التي يضعها المجتمع (الملابس، والأسلوب، والسلوكيات) والتي تُصنف تقليديًا على أنها إما ذكورية أو أنثوية. يجمع ما بين جنس الولادة والهوية الجندرية والدور الجندري علاقة معقدة، ويُعتبر كل من هذه الأمور منفصلًا عما يُسمى بالانجذاب الجنسي. قد تلعب البنى الاجتماعية الذكورية والأنثوية دورًا في شعور الشباب بالارتباك، فقد تؤثر على الطريقة التي يعتقدون أنهم ينبغي أن يتصرفوا وفقها إن عرّفوا عن أنفسهم على أنهم ينتمون إلى هوية جندرية معينة أو توجه جنسي ما.
يساهم وعي الفرد بتوجهه الجنسي في تشكيل هويته الجندرية إلى حد كبير، إذ يُعتبر كلاهما متساويين في الأهمية فيما يتعلق في نمو الفرد خلال مرحلة المراهقة. يلعب تشكيك الشباب في جنسانيتهم أو توجههم الجنسي دورًا مهمًا في العديد من المواقف، وذلك بصرف النظر عن وجود الخبرة أو عدم وجودها. على سبيل المثال، قد يختبر الفرد الذي يعرّف عن نفسه عمومًا بأنه مثلي تفاعلات جنسية مع الجنس الآخر، لكنه لا يشعر بأنه يتماهى مع مزدوجي التوجه الجنسي بالضرورة. علاوةً على ذلك، قد يعرّف الفرد عن نفسه بأنه يتماهى مع توجه جنسي أو جندر محدد دون أن يختبر سوى القليل من التفاعلات والتجارب الجنسية أو حتى دون اختباره لها بتاتًا.

### الجانب الاجتماعي
يُعد الجانب الاجتماعي عاملًا هامًا في دفع الشباب إلى التشكيك أو الشعور بأنهم يعيشون ضمن بيئة غير آمنة فيما يتعلق في تحديد جنسانيتهم أو جندرهم. تدفع الحاجة إلى القبول الاجتماعي من قبل الأقران وغيرهم من أفراد المجتمع الفرد إلى الشعور بالانتماء خلال فترة المراهقة، ولذلك قد يشكّل الخوف من الرفض أو التمييز عائقًا يقف في وجه الشباب الذين يرغبون في الإفصاح عن هويتهم المتقلبة علنًا.
قد تساهم المعيارية الغيرية في دفع الشباب إلى التردد بشأن الإفصاح عن هويتهم الجندرية وجنسانيتهم علنًا، لأنهم سيشعرون وكأنهم لا ينسجمون مع التركيبات الاجتماعية المتعلقة بالغيرية أو الذكورة أو الأنوثة، والتي تُعتبر مُثلًا بعيدةً عن الاختلافات والاستثناءات التي تشمل الهويات الجندرية أو الجنسانية الأخرى. يعتقد شوي وشركائه أنه «قد يكون سوء الفهم أو الخوف من المجهول العوامل الرئيسية التي تؤثر على الجدل حول التقبل الجندري. قد يخشى الفرد من تعرضه لصراع داخلي عند تغييره لجندره، وذلك لأن الشعور بالانتماء واحد من الاحتياجات الأساسية الخمسة». يرتبط البناء الاجتماعي المتمثل في المعيارية الغيرية بالثنائية الجندرية بشكل غير مباشر، فقد يكون كلا هذين البناءين شرطًا للتقبل لدى التيار السائد في المجتمع، الأمر الذي يؤثر على تقبل الهويات الجندرية والجنسانية الأخرى التي قد لا تتماشى مع تلك المعايير أو ثد تنساب بين التصنيفات المتعددة.